# Girolamo Brusaferro

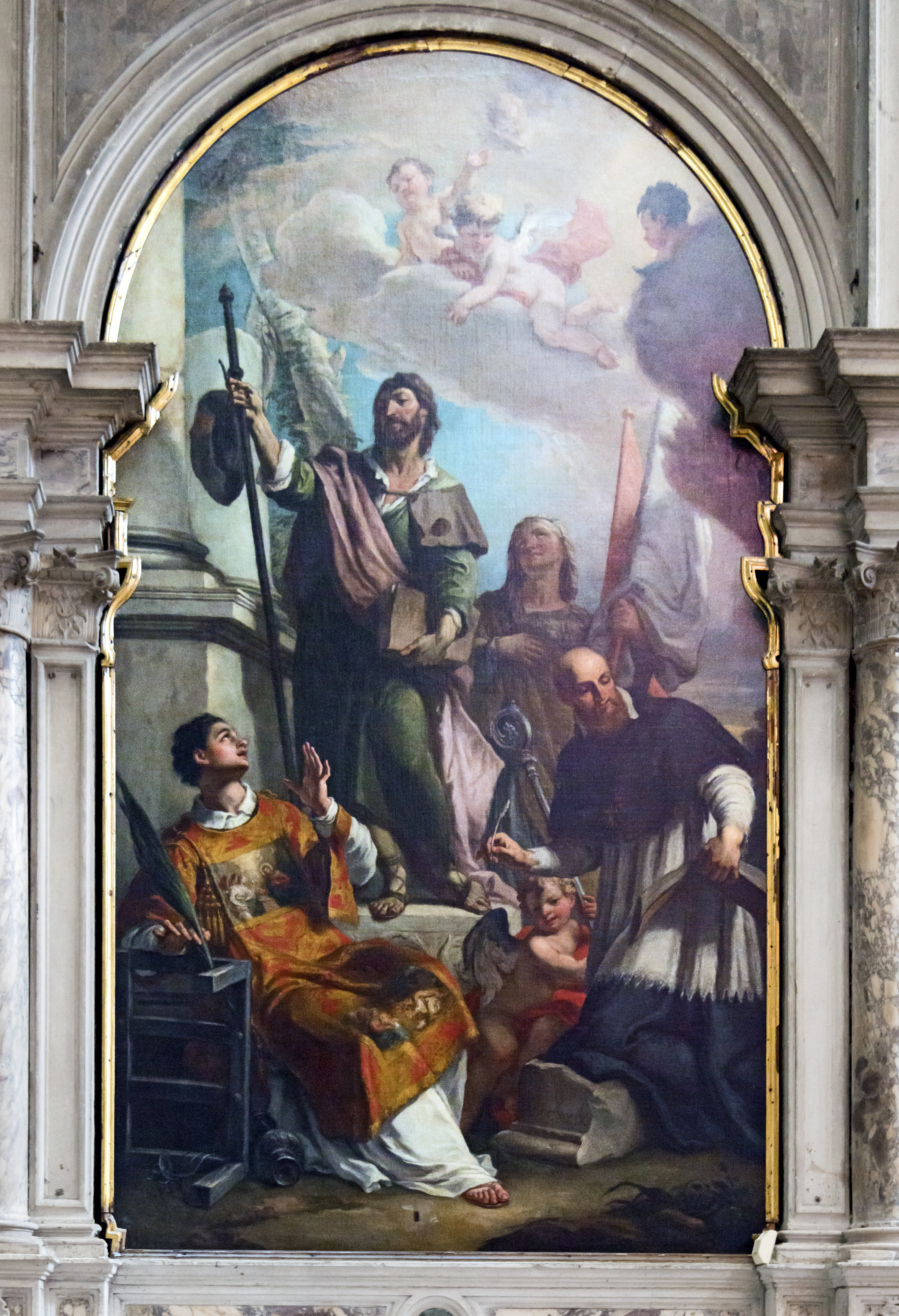
L'apostolo Giacomo tra i santi Lorenzo, Maria Maddalena et Francesco di Sales, 1729, San Salvador, Venezia

Girolamo Brusaferro (1684 circa – Venezia, 1760 circa) è stato un pittore italiano.

## Biografia
Non si hanno molte notizie attorno alla sua vita. La data di nascita è dedotta dal Rollo di tutti i pittori che sono nel Collegio novo del 1726, in cui si legge che all'epoca aveva quarantadue anni, viveva a San Giovanni Decollato, non aveva figli e nemmeno assistenti. Tra il 1702 e il 1721 fu iscritto alla fraglia dei pittori.
Girolamo Brusaferro in gioventù segue la scuola di Niccolò Bambini, dove apprende le buone regole del disegno. Segue poi la maniera di Sebastiano Ricci ed infine forma un suo stile che traduce in qualche modo entrambi i maestri.
Come segnala Pietropolli “è infatti usuale in Brusaferro la coesistenza di elementi settecenteschi con altri ancora tardobarocchi, palesemente di derivazione dal Bambini, come il disegno solidamente modellato dei personaggi, che si caratterizzano per la forte gestualità delle mani e degli sguardi, uno degli elementi più impiegati da Gerolamo. Anche il colore sui toni abbastanza densi del rosso e del bruno è caratteristico del Brusaferro, che non giunge mai ad una luminosità pienamente rococò”.Una delle cose migliori del Brusaferro a Venezia è visibile nella chiesa di San Moisé, sulla contraffacciata a destra dell'ingresso. Si tratta di una splendida Crocifissione ove lo sguardo si perde tra la dinamicità della croce e l'abbandono disperato della Madonna.

## Opere

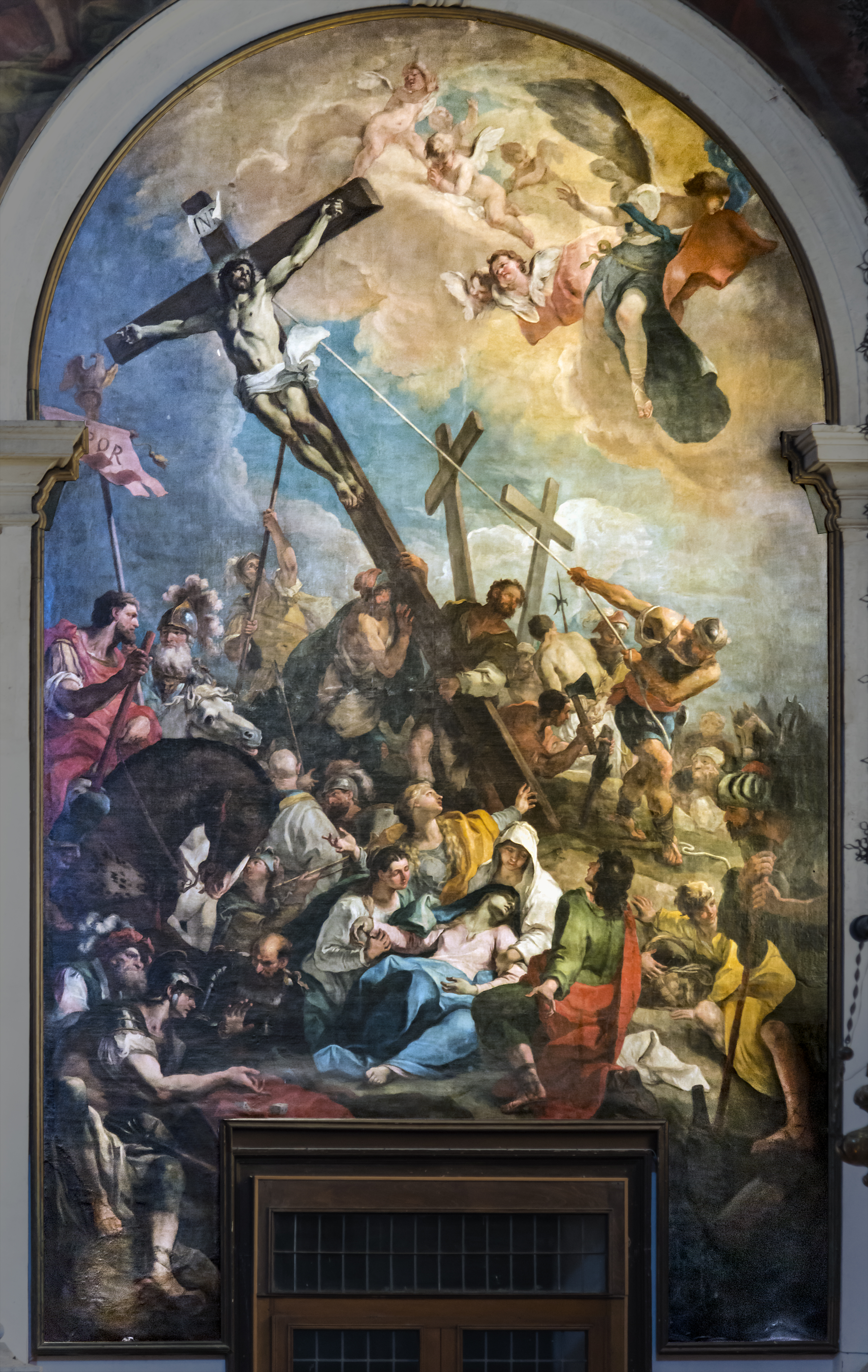
Elevazione della Croce, 1727, San Moisé, Venezia

- Riposo nella fuga d'Egitto, Olio su tela, 100 x 78 cm, ubicazione Ignota.[3]
- Enea in trionfo nell'Olimpo, figure varie, ampio ciclo in affresco di Villa Perocco di Meduna a Carbonera, Treviso
- Trionfo di Davide, Olio su tela, 100 x 160 cm circa , collezione privata, Trieste.
- Santa Caterina d'Alessandria, Olio su tela 90x71 cm, Parma, Pinacoteca Stuard.[4]
- Sant'Agnese, Olio su tela, 90x71 cm, Parma, Pinacoteca Stuard.
- Rebecca al pozzo di collezione privata della fine del terzo decennio '700.[4]
- Ciclo pittorico a fresco, (1717) soffitto della Chiesa di Ognissanti in Roncade, Treviso.[5]
- S. Pietro d'Alcantara (1720- 1725), duomo di Maniago, Pordenone.
- Cleopatra, Collezione Fondazione Cariverona, Verona.[6]
- San Giovanni della Croce, tela, chiesa di Santa Teresa, Mantova.
- Estasi di Santa Teresa, chiesa di San Martino, Piove di Sacco, Padova.
- San Pietro in trono tra i santi Andrea e Marco, pala, Collezione Giacomini, Motta di Livenza, Treviso.
- Sommersione del Faraone (1706) Chiesa di San Moisè a Venezia.
- Elevazione della Croce, pala (1727) chiesa di San Moisé a Venezia, di cui il modelletto è conservato nel Refettorio dell'isola di San Lazzaro, Venezia[7]
- La cena di Emmaus, tela, San Nicolò dei Mendicoli, Venezia.
- L'apostolo Giacomo tra i santi Lorenzo, Maria Maddalena et Francesco di Sales, pala, chiesa di San Salvador, del 1729, Venezia.
- Gloria dei Santi Pietro e Paolo, affresco su soffitto della chiesa di Noventa, Padova.[8]
- Madonna con Bambino e santi, chiesa di Santo Stefano, Venezia.
- Serie di quattro continenti, Olio su tela, soffitto, Ca 'Rezzonico, sala del Brustolon, Venezia.[9]
- Annegamento degli egiziani, tela, chiesa di San Moisé, Venezia.
- Madonna con il Bambino ed i santi Valentino e Nicolò, (1732) pala su tela, chiesa di San Valentino, Val di Zoldo, loc. Mareson, Belluno.
- Vergine con il Bambino e santi, chiesa di San Bartolomeo Apostolo, Grizzo di Montereale Valcellina.
- Serie di quattro tele con Storie di Giuseppe nella chiesa di Santo Spirito a Spalato, Croazia.

Altri numerosi i suoi dipinti in Croazia.